# Vallegrande (gemeente)
Vallegrande is een gemeente (municipio) in de Boliviaanse provincie Vallegrande in het departement Santa Cruz. De gemeente telt naar schatting 18.496 inwoners (2018). De hoofdplaats van de gemeente (en van de provincie) is Vallegrande.

## Indeling
De gemeente bestaat uit de volgende kantons:
- Cantón Mankaillpa
- Cantón Naranjos
- Cantón Vallegrande
- Cantón El Bello
- Cantón Alto Seco
- Cantón Masicuri
- Cantón Sitanos
- Cantón Loma Larga
- Cantón Khasa Monte
- Cantón Piraymiri
- Cantón Temporal
- Cantón Guadelupe
- Cantón Santa Ana
- Cantón Santa Rosita
- Cantón Chaco
- Cantón San Juan del Tucumancillo